# Usaburō Hidaka
Usaburō Hidaka (日高 卯三郎?, Hidaka Usaburō; fl. XX secolo) è stato un calciatore giapponese, di ruolo difensore.

## Carriera
Usaburō Hidaka debuttò il 23 maggio 1923 nella nazionale giapponese giocando contro le Filippine, contro le quali il Giappone perse 2-1, durante l'edizione di quell'anno dei Giochi dell'Estremo Oriente a Osaka. Il giorno seguente, disputò anche la partita contro le Cina.
Fece parte anche della squadra comunale di Osaka.